# Kålholmen, Lovisa
Kålholmen är en ö i Finland. Den ligger i Finska viken och i kommunen Lovisa i landskapet Nyland, i den södra delen av landet. Ön ligger omkring 88 kilometer öster om Helsingfors.
Öns area är 1,1 hektar och dess största längd är 180 meter i öst-västlig riktning. Närmaste större samhälle är Lovisa, 13,2 km väster om Kålholmen.